# روبرت ولز
روبرت ولز هو قاضي كندي، ولد في 1933 في بادجرز قواي، نيوفندلاند ولابرادور ‏ في كندا.